# Кеницы (железнодорожная станция)
Кеницы — железнодорожная станция в Холмогорском районе Архангельской области.

## География
Находится в центральной части Архангельской области на расстоянии приблизительно 14 км на север-северо-восток по прямой от административного центра района села Холмогоры у железнодорожной линии Архангельск-Карпогоры.

## История
Железнодорожная станция была построена на дороге, открытой в 1970 году. Название дано по ближайшей деревне у Северной Двины. До 2022 года входила в Луковецкое сельское поселение до его упразднения.

## Население
Численность населения: 6 человек (русские 83 %) в 2002 году, 2 в 2010.